# BeedBox
BeedBox, (prononcé “bidibox”) était un projet communautaire et libre soutenu par l’association Konnectif, ayant pour but la création d’une distribution GNU/Linux d’auto-hébergement simplifié, basée sur Debian.

## Histoire et motivation du projet
À la suite de la conférence « Internet libre ou Minitel 2.0 » de Benjamin Bayart en 2007, bon nombre de personnes ont ouvert les yeux sur l’orientation que prenait l'Internet ainsi que les libertés individuelles, principalement en raison de la centralisation de nos données, détenus bien souvent par des sociétés commerciales.
Plusieurs projets ont donc fleuri pour redonner aux utilisateurs le contrôle de leurs données via la promotion de l’auto-hébergement.
BeedBox est né de la fusion de deux projets, "Beelive" du site Generation-Linux et "Machinbox".
Le but principal de cette fusion était de mutualiser les travaux entrepris, de relancer les deux projets initiaux en sommeil et d'être soutenu par une plus grande communauté, toujours en pleine croissance.
Le projet est visiblement tombé dans les oubliettes depuis, le site est hors ligne et plus aucun signe de vie sur internet.

## Objectifs du projet
Le projet communautaire Beedbox, sous licence libre GPLv3 a pour but de fournir à terme une solution "clef-en-main" d’auto-hébergement (une solution hardware ainsi qu’une distribution spécifique).
La distribution, en cours de conception, permettra a l’utilisateur d’héberger simplement chez lui, son courriel, son blog, son site web, sa galerie web, ses flux RSS, ou toute autre application, via une interface web accessible depuis son navigateur.
Les différents services seront proposés sous forme de modules offrant à l’utilisateur le libre choix ainsi qu'une vision claire des outils dont il dispose.

Le projet souhaite donc rendre accessible à tous l’« hosting@home », y compris au plus novice en informatique afin de ne plus être dépendant des services dont l'éthique concernant les libertés et la vie privée de leurs utilisateurs est régulièrement remise en cause,,. 